# Amr Khaled

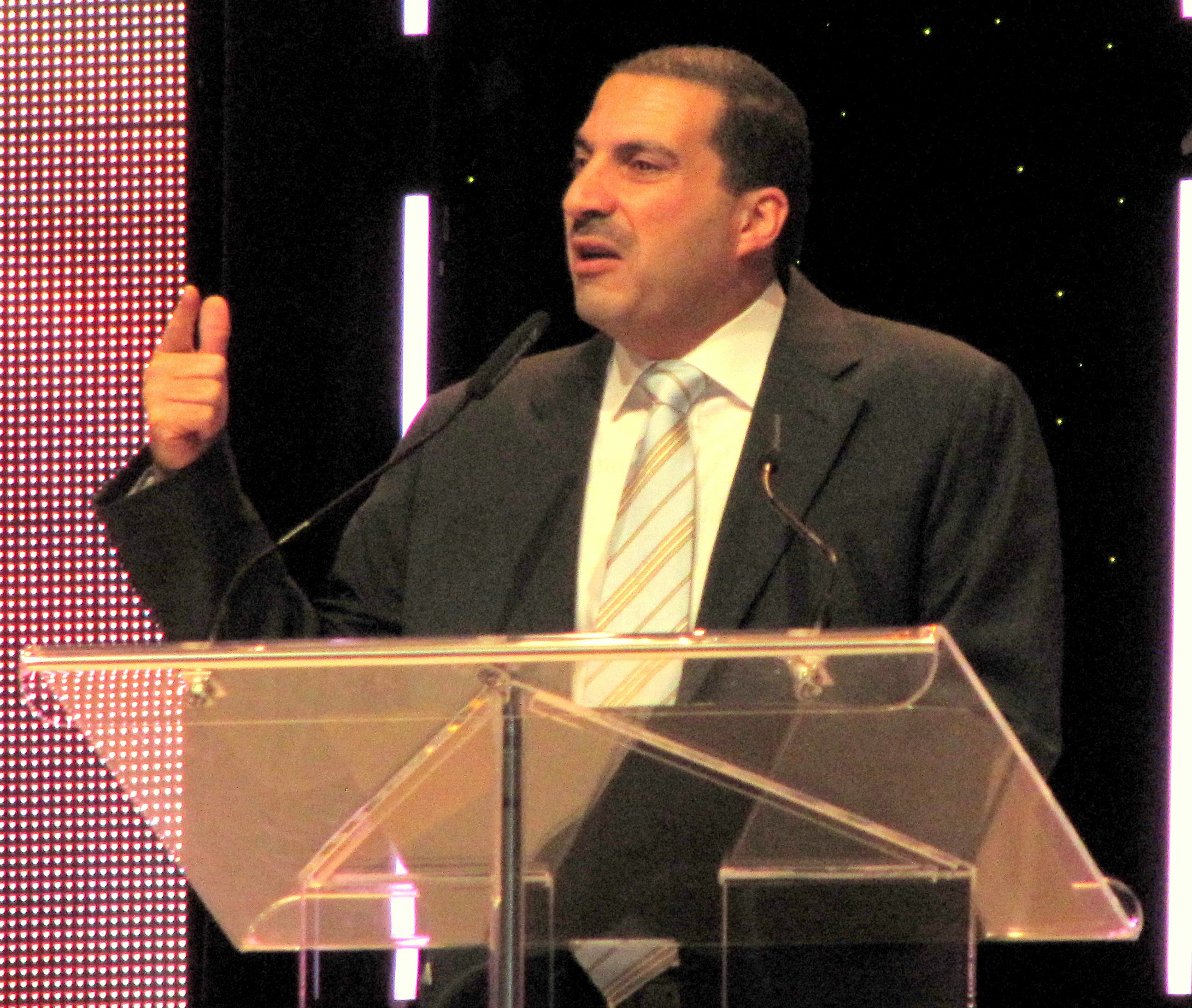
Amr Khaled

Amr Mohamed Helmi Khaled (arabisch عمرو محمد حلمي خالد Amr Muhammad Hilmi Chalid, DMG ʿAmr Muḥammad Ḥalmī Ḫālid; * 5. September 1967 in Alexandria, Ägypten) 
ist ein aus Ägypten stammender und aus dem saudischen Dschidda sendender islamischer Fernsehprediger der arabischen Welt. Seine erste TV-Show Kalam min al-Qalb (Worte aus dem Herzen) wurde 2001 auf Iqra ausgestrahlt und erregte unter Muslimen Aufsehen mit seinem westlich orientierten Auftreten und Diskurs. Der frühere Muslimbruder ist Begründer des 2005 gegründeten deutschlandweiten Netzwerkes Lifemakers, das Muslime bei Behördengängen, finanziellen Nöten, bei Business-Plänen oder Fragen zur Errichtung islamischer Kindergärten berät.
Er war einer der 138 Unterzeichner des offenen Briefes Ein gemeinsames Wort zwischen Uns und Euch (engl. A Common Word Between Us & You), den Persönlichkeiten des Islam an „Führer christlicher Kirchen überall“ (engl. "Leaders of Christian Churches, everywhere …") sandten (13. Oktober 2007).

## Werke
- "Integration im Islam. Über die Rolle der Muslime in Europa" (Website eines islam. Buchversands, abgerufen am 8. Mai 2011)